# Cirueña-Ciriñuela
Cirueña und das kleinere Ciriñuela sind kleine, nahe beieinander liegende Orte mit 193 Einwohnern (Stand: 2024) am Jakobsweg (Camino Francés) in der Autonomen Gemeinschaft La Rioja. Administrativ gehört Ciriñuela zu Cirueña.

## Lage und Klima
Der Ort Cirueña liegt etwa 44 Kilometer (Fahrtstrecke) westlich der Provinzhauptstadt Logroño in einer Höhe von etwa 740 msnm. Die Stadt Santo Domingo de la Calzada ist nur knapp 7 Kilometer in nordwestlicher Richtung entfernt. Das Klima ist gemäßigt bis warm; Regen (etwa 625 Millimeter pro Jahr) fällt übers Jahr verteilt.

## Bevölkerungsentwicklung
| Jahr      | 1857 | 1900 | 1950 | 2001 | 2018 |
| Einwohner | 382  | 405  | 473  | 127  | 142  |

Infolge der Mechanisierung der Landwirtschaft, der Aufgabe bäuerlicher Kleinbetriebe und des daraus resultierenden geringeren Arbeitskräftebedarfs auf dem Land sind in der zweiten Hälfte des 20. Jahrhunderts viele Familien in die Städte abgewandert (Landflucht).

## Wirtschaft
Die beiden Nachbarorte sind ganz überwiegend landwirtschaftlich geprägt (Getreide, Obstbau). Obwohl es eine Pilgerherberge und mehrere kleinere Hotels gibt, spielt der Pilgertourismus insgesamt nur eine Nebenrolle.

## Geschichte
Ciriñuela wird im Jahr 972 erstmals schriftlich mit dem Namen Cironia erwähnt, ein Jahrhundert später als Cirunnuela. In Schenkungsdokumenten Alfons VII. von Kastilien und später der Katholischen Könige wird es dann Ciriñuela genannt. In Cirueña wurde im 10. Jahrhundert der erste Graf Kastiliens, Fernán González, von navarreser Truppen gefangen genommen. Nach seiner Befreiung gewährte er dem Ort in einem fuero weitgehende Rechtsfreiheit.
Eine schriftliche Erwähnung findet sich anlässlich der Gründung des Klosters Santa María la Real de Nájera im Jahr 1052. García Sánchez III. von Navarra stattete den Konvent dabei mit Ländereien aus, zu denen auch Cirueña samt abhängiger Gemeinden gehörte. Wegen gewalttätiger Konflikte entvölkerte sich das Dorf im 14. Jahrhundert nahezu komplett. Nach einer Aussetzung der Abgaben für zehn Jahre kehrte im Jahr 1387 eine größere Zahl ehemaliger Bewohner in die Ortschaft zurück.
Cirueña gehörte zur Provinz Burgos, bis im Jahr 1833 die Provinz Logroño gegründet wurde, aus der – nach dem Ende der Franco-Zeit – in den Jahren 1980/82 die Autonome Region La Rioja hervorging.

## Sehenswürdigkeiten
Cirueña

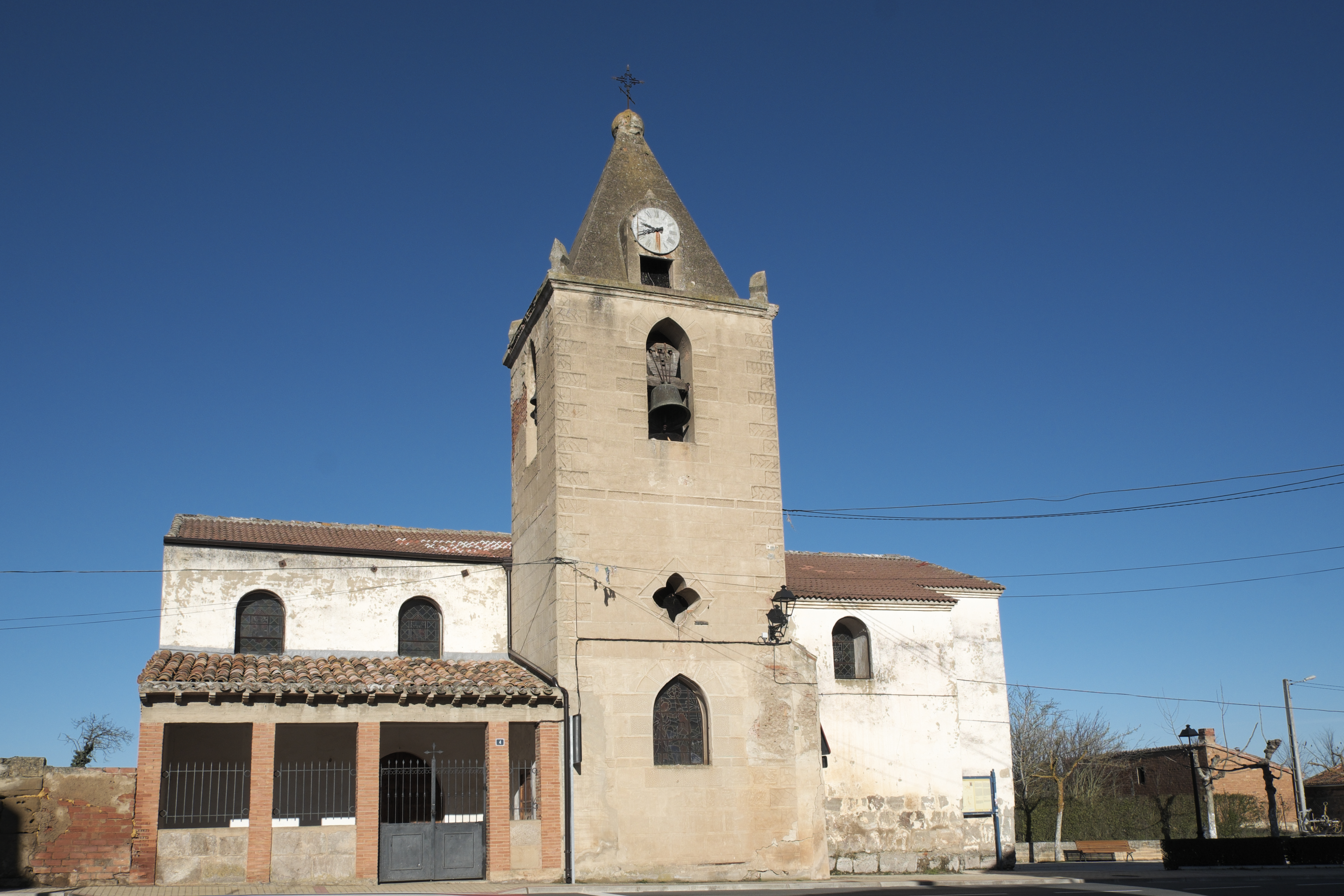
Kirche Cirueña San Andrés

- Von dem um das Jahr 950 errichteten Monasterio de San Andrés ist nichts mehr erhalten.
- Die Pfarrkirche von Cirueña ist dem Apostel Andreas geweiht. Sie wurde im Jahr 1965 auf den Fundamenten einer vorromanischen Kirche aus dem 10. Jahrhundert errichtet.[7]
- Die Pilgerherberge sticht durch ihren dunkelblauen Anstrich besonders hervor.

Ciriñuela
- In Ciriñuela befindet sich die Kirche San Millán. Sie stammt aus dem 15. Jahrhundert und erfuhr im 18. und 19. Jahrhundert bauliche Veränderungen. Das Altarretabel ist im Stil des Rokoko gestaltet.